# اویل سیتی (واشینگتن)
اویل سیتی (به انگلیسی: Oil City) یک منطقهٔ مسکونی در ایالات متحده آمریکا است که در واشینگتن قرار دارد. اویل سیتی ۵ نفر جمعیت دارد.